# Picacho Alto La Bonancita
Picacho Alto La Bonancita är en bergstopp i Mexiko.   Den ligger i kommunen Aconchi och delstaten Sonora, i den nordvästra delen av landet, 1 600 km nordväst om huvudstaden Mexico City. Toppen på Picacho Alto La Bonancita är 2 169 meter över havet. Picacho Alto La Bonancita ingår i Sierra de Aconchi.
Terrängen runt Picacho Alto La Bonancita är kuperad åt sydväst, men åt nordost är den bergig. Picacho Alto La Bonancita är den högsta punkten i trakten. Runt Picacho Alto La Bonancita är det mycket glesbefolkat, med 2 invånare per kvadratkilometer. Närmaste större samhälle är San José, 18,2 km öster om Picacho Alto La Bonancita. I omgivningarna runt Picacho Alto La Bonancita växer huvudsakligen savannskog.